# Ámen Gyülekezet, Miskolc
Az Ámen Gyülekezet a pünkösdi-karizmatikus mozgalom egyik magyarországi egyháza. Egyháztörténetileg a neoprotestáns felekezetek közé tartozik. Azt a reformációt kívánja folytatni, amely a protestantizmussal elkezdődött, az elmúlt századokban megerősödött, s amely ma is tart. Államilag elismert, Miskolcon és Borsod-Abaúj-Zemplén vármegyében tevékenykedik.
Istentiszteleteiken központi helyet foglal el az igehirdetés és Isten modern hangszerekkel kísért lelkes dicsérete. Az istentiszteletek ideje alatt korcsoportok szerinti gyermek bibliai foglalkozások, játszóház és bébiszoba működik. Az istentiszteletek mellett a gyülekezet tagjai hét közben a személyesebb közösség céljából házanként is összegyűlnek. Ezen túl gyermek és ifjúsági programokat, táborokat, kirándulásokat, családi programokat, koncerteket, filmklubot, bibliai előadásokat szerveznek. Vidéken több településen teljesítenek szolgálatot roma közösségek felé. A gyülekezet célkitűzéseinek elérése érdekében annak keretein belül működik az Ámen Szeretetszolgálat és az Életút Alapítvány.
A gyülekezet a magyarországi Szabadkeresztény Gyülekezet családjába tartozik.

## Külső hivatkozások
A gyülekezet honlapja